# Prijezdić
Prijezdić (cyr. Пријездић) – wieś w Serbii, w okręgu kolubarskim, w mieście Valjevo. W 2011 roku liczyła 285 mieszkańców.